# Le Guetteur d'ombre
Le Guetteur d'ombre est un roman de Pierre Moinot publié le 14 août 1979 aux éditions Gallimard et ayant reçu la même année le prix Femina.

## Éditions
- Éditions Gallimard, 1979,  (ISBN 2070287599).
- Éditions Gallimard, « Folio » no 1562, 1984,  (ISBN 2070375625).